# Nick Leeson
Nicholas Leeson, detto Nick (Watford, 25 febbraio 1967), è stato uno dei primi trader inglesi a negoziare contratti futures ed altri derivati, le cui azioni provocarono il fallimento della Barings Bank, la più vecchia e una delle più prestigiose banche del Regno Unito.

## Biografia
Dopo aver frequentato la Parmiter's School, nel 1985 ottiene il suo primo lavoro come impiegato presso una banca privata, la Coutts. Nel 1987 si trasferisce alla Morgan Stanley e, dopo altri due anni, passa alla Barings. Nei primi anni novanta Leeson venne nominato manager per operazioni aventi ad oggetto principalmente futures sul mercato monetario di Singapore (SIMEX). Dal 1992, Leeson cominciò a compiere le prime operazioni finanziarie non autorizzate dai suoi superiori: inizialmente riuscì ad ottenere cospicui profitti per i suoi clienti; poco dopo cominciarono ad arrivare, però, anche le prime perdite, che vennero registrate segretamente sul account error 88888 (8 è considerato uno dei numeri fortunati dai cinesi) e nascoste quindi ai suoi superiori. Alla fine del 1992, il bilancio delle perdite aveva superato i 2 milioni di sterline, ma alla fine del 1994 aveva raggiunto la stratosferica cifra di 208 milioni.
L'inizio della fine avvenne il 16 gennaio 1995, quando Leeson scommise sulla stabilità del mercato: infatti, il 17 gennaio l'Asia venne scossa dal violento terremoto di Kobe che fece collassare il mercato e con esso i tentativi di recupero attuati da Leeson. A questo punto, il trader tentò il tutto per tutto tuffandosi in operazioni sempre più rischiose scommettendo questa volta su una pronta reazione del mercato al rialzo. L'operazione si dimostrò un altro buco nell'acqua che alimentò inesorabilmente le perdite già mastodontiche del suo error account. Leeson, comprendendo finalmente la gravità della situazione ma soprattutto l'impossibilità di nascondere perdite di così grande dimensioni alle autorità competenti, scappò lasciando una nota con scritto «mi dispiace». La scoperta degli 827 milioni di sterline persi mandò, invece, in fallimento la prestigiosa banca inglese che a sua insaputa era il maggior cliente di Leeson. La Barings Banks venne in seguito acquistata al prezzo simbolico di una sterlina dalla banca olandese ING.
Dopo essere volato in Malaysia, Brunei e infine Germania, Leeson fu arrestato e riportato a Singapore il 2 marzo 1995, per poi essere processato e condannato a sei anni e mezzo di prigione. Le accuse furono di frode e manomissione di documenti sulla base dei quali la Barings Bank non s'accorse delle perdite esorbitanti che il suo trader accumulava ogni giorno. Leeson fu rilasciato nel 1999 dopo la diagnosi di cancro al colon contratto in carcere. Sopravvissuto alla sua malattia, è ritornato nel Regno Unito dove ha pubblicato la sua autobiografia Rogue Trader, dal quale è stato prodotto l'omonimo film con protagonisti gli attori Ewan McGregor e Anna Friel. Nick Leeson attualmente vive a Bearna, nella parte occidentale dell'Irlanda, assieme alla sua seconda moglie Leona e a tre figli. La prima moglie, che lo aiutò a redigere parte della sua autobiografia, lo lasciò una volta venuta a sapere dei suoi costanti tradimenti.
Oggi è ospite regolare in trasmissioni televisive finanziarie e non; è stato inoltre designato come Commercial Manager della squadra di calcio Galway United nell'aprile 2005 raggiungendo già nel novembre dello stesso anno la posizione di general manager. Il 23 giugno 2005, Leeson ha pubblicato il suo nuovo libro Back from the Brink: Coping with Stress, che riprende la storia di Rogue Trader da dove l'aveva lasciata, includendo tra l'altro una discussione con lo psicologo Ivan Tyrrell, il quale spiega come i continui livelli di stress che hanno provocato in Leeson danni fisici e mentali possono essere relazionati a quelli di molti altri nella stessa situazione.